# 4,6 × 30 мм
4,6×30 мм — пистолетный патрон, созданный в 2001 году в рамках программы «Персональное оружие самообороны». Этот патрон, как и 5,7×28 мм, занял нишу между пистолетными и автоматными патронами. Патрон 4,6×30 мм используется в пистолет-пулемёте HK MP7.

## История
В 2001 году германская компания Heckler & Koch (H&K) начала разработку нового патрона 4,6×30 мм и оружие под него HK MP7. Проект был назван «Персональное оружие самообороны». Целью создания патрона и оружия под него было разработать очень компактный патрон и оружие, которое не уступало бы по пробивной способности и кучности патрону 5,7×28 мм и оружию под него. В результате был создан патрон 4,6×30 мм и оружие под него HK MP7. Пуля патрона 4,6×30 мм на расстоянии 150 м может пробить 1,5 мм титановую бронепластину и стандартный бронежилет вероятного противника, заданный требованиями NATO CRISAT.
В связи с недавними исследованиями НАТО по поводу превосходства патрона 4,6×30 мм над патроном калибра 5,7×28 мм и заключением группы экспертов о превосходстве последнего, Германская делегация отклонила рекомендацию НАТО по поводу стандартизирования патрона 5,7×28 мм и соответственно замены патрона 4,6×30 мм на данный.

## Тип патронов
- CPSS (масса пули 1,6 г, начальная скорость 725 м/c) — базовый патрон, способен пробить бронежилет на расстоянии 150 метров, титановую пластину, любую защитную каску. При прохождении пули через мягкие ткани тела, часто и много раз меняет своё направление.
- SHP — патрон с экспансивной пулей, обладает меньшей пробивной способностью, чем CPSS, но большим останавливающим действием и убойной силой.

## Характеристика патрона
- К достоинствам патрона можно отнести достаточно высокую поражающую способность пули, несмотря на столь малый размер, так как пуля на такой скорости и с такой массой и размерами будет беспрепятственно «гулять» в тканях животного или человека, высокая настильность траектории, малая отдача оружия, высокая точность стрельбы, хорошая бронепробиваемость.
- К недостаткам патрона можно отнести достаточно сомнительное останавливающее действие оболочечной пули (даже несмотря на высокую поражающую способность), невысокую энергию пули, также её быструю потерю.

Результаты стрельб по желатиновым мишеням, показывают, что на расстоянии до 100 м пули из MP7A1 пробивают блок желатина толщиной до 28 см. Диаметр раневого канала в 1,5 раза шире, чем при стрельбе из MP5 и UMP пулями калибра 9×19 мм Парабеллум и .45 ACP соответственно. Эффективная дальность стрельбы патроном 4,6×30 мм из HK MP7 составляет 200 м. Пуля обладает убойным действием на дальности до 770 м. Максимальная дальность полёта пули составляет 1360 м.

## Сравнение с конкурентным 5,7×28 мм патроном
Ранее не существовало чёткого заключения по поводу превосходства данного патрона над патроном калибра 5,7×28 мм, однако недавние испытания НАТО в Великобритании и Франции показали, что патрон 5,7×28 мм является превосходящим. По результатам испытаний НАТО группой экспертов из Франции, США, Канады, Великобритании данная группа сделала вывод, что патрон 5,7×28 мм оказался «несомненно» более эффективным.
Также, данная группа экспертов НАТО отметила превосходящую (на 27 % большую) эффективность стрельбы патроном 5,7×28 мм по незащищённым целям и равную эффективность против защищённых целей. Данная группа также отметила меньшую чувствительность к экстремальным температурам у патрона 5,7×28 мм и больший риск эрозии ствола оружия с применением патрона 4,6×30 мм.

## Оружие под патрон
- HK MP7
- HK UCP[англ.]
- ST Kinetics CPW
- TVGK
- VBR-CQBW[индон.]